# Paul de Vincens de Causans
Paul François Joseph de Vincens de Mauléon de Causans, 1er vicomte de Causans et 1er baron de Causans (Marseille-en-Beauvaisis, 31 juillet 1790 - Jonquières, 15 avril 1873) est un homme politique français.

## Biographie

### Vie privée
Il est le fils de Jacques de Vincens de Mauléon de Causans, 5e marquis de Causans (1751-1824) et de Marie Élisabeth Jeanne de La Granche de Noüe (1762-1798).

### Vie publique
Il est conseiller général de Vaucluse, et comme toute sa famille, d'opinions royalistes très accentuées. 
Il est, le 5 novembre 1827, compris par Joseph de Villèle sur l'ordonnance nommant des pairs de France. Il est titré baron en 1828,. Jusqu'à la révolution de Juillet 1830, il soutient par ses votes le gouvernement de la Restauration. Il est quitte la Chambre haute en 1830, après avoir été exclu de la pairie pour avoir refusé de prêter serment au roi Louis-Philippe.

## Famille
Il épouse en premières noces, le 4 mai 1779, Marie Anne Geneviève Thérèse Sophie de Renoyer (1791-1769), fille de Marie Valérien François de Renoyer et d'Élise Rose Bignon. Ils ont trois enfants.
- Armand Valérien Marie Antoine de Vincens de Mauléon de Causans, 2e baron de Causans (9 février 1818 - 18 mai 1902) épouse Marie Antoinette Catherine Valérie Boussin de La Croix-Laval (30 septembre 1820 - 8 juin 1866), dont descendance ;
- Marie Valérie Élisabeth de Vincens de Mauléon de Causans (1816 - 25 novembre 1902) épouse Louis Antoine Charles Jules de Narbonne-Lara, comte de Narbonne-Lara (7 mars 1810 - 18 septembre 1841), dont descendance ;
- Marie Henry Valérian Maxime de Vincens de Mauléon de Causans, vicomte de Causans (8 mars 1820 - 20 novembre 1902) épouse Marie Joséphine Louise Charre de Lavalette (1er septembre 1825 - 16 avril 1901), dont descendance.